# Koncernspråk
Koncernspråk är det språk som används inom en företagskoncern, särskilt för dokument som sprids inom koncernen. Vad som används som talspråk kan vara mer flexibelt. Uttrycket används även om helt vanliga företag som inte är del av en större koncern.
Vanliga koncernspråk är landets eget språk, i Finland alltså finska och/eller svenska (med antingen finska eller svenska som huvudspråk), i Frankrike alltså franska, i Sverige alltså svenska, och så vidare. Det förekommer dock exempel på företag som har exempelvis engelska som koncernspråk. Orsakerna kan vara olika, exempelvis att man har verksamhet i flera olika länder och att engelskan är en gemensam nämnare, och att det är så väl spritt. En annan orsak kan också vara att man har anställda med olika modersmål (till exempel engelska, finska, ryska och svenska) och att även här engelskan fungerar som en "brobyggare" mellan de olika språkgrupperna.